# Otto von Passau
Otto von Passau († nach 1383/86) war Franziskaner in Basel und Verfasser der Erbauungsschrift „Die vierundzwanzig Alten“.

## Leben
Über den Erbauungsschriftsteller Otto von Passau ist wenig bekannt. Lediglich vier Urkunden und die Vorrede seiner christlichen Lebenslehre geben einige Hinweise. Danach war Otto von Passau (auch Otho von Passow) Lektor der Franziskaner in Basel und bezeugte als solcher am 8. August 1362 eine Schenkung des päpstlichen Heerführers Hüglin von Schönegg († 1386), dessen Beichtvater Otto war. 1363 tritt Otto als Kustos der Basler Franziskaner in Erscheinung, im Jahr 1384 reformierte er als Visitator das Klarissenkloster Königsfelden, 1385 war er immer noch Mitglied des Basler Franziskanerkonvents. Am 2. Februar 1386 soll er sein Werk „Die vierundzwanzig Alten oder Der goldene Thron der minnenden Seele“ fertiggestellt haben, was im Widerspruch zur ältesten erhaltenen Handschrift steht.

## Die Vierundzwanzig Alten
Bei den „Vierundzwanzig Alten“ handelt es sich um eine Erbauungsschrift. Sie stellt eine christliche Lebenslehre in Form einer Sentenzensammlung dar, die Sentenzen von mehr als hundert christlichen und antiken Autoren enthält. Jeder der 24 Alten der biblischen Apokalypse spricht zu je einem Thema, und jede Rede beginnt mit einem Buchstaben in der Abfolge des Alphabets (1. Rede: A bis 23. Rede: Z, 24. Rede: W). Die 2. Rede etwa handelt von der Gottessuche und dem Wesen Gottes, die 12. von der Gottesmutter Maria, die 17. vom Gebet. Die Schrift Ottos von Passau wendet sich an Laien, Mönche und Nonnen und geht mit ihren Ausführungen auf alle Bereiche des christlichen Glaubens ein, etwa auf die Stellung des Menschen zu Gott und im Leben Lebensführung, auf Liebe oder Tod.
Die Wirkung des Werks war groß. Besonders ab dem 15. Jahrhundert lässt sich verfolgen, wie es sich zunächst am Oberrhein, später in Schwaben, Bayern und der Schweiz verbreitete. Um 1480 wurden die „Vierundzwanzig Alten“ zum ersten Mal gedruckt. Gerade in Nonnenkonventen scheinen die „Vierundzwanzig Alten“ verbreitet gewesen zu sein. Das belegt auch die reiche Überlieferung: Mehr als 150 Handschriften des Textes sind erhalten. Die älteste, die das Werk von den „Vierundzwanzig Alten“ Ottos von Passau wohl am unmittelbarsten enthält und in der Badischen Landesbibliothek in Karlsruhe aufbewahrt wird, ist eine Papierhandschrift (Cod. St. Georgen 64), die im Jahr 1383 niedergeschrieben wurde, wie Datierung und Kolophon gegen Schluss Handschrift zeigen. Im 17. oder 18. Jahrhundert wurde sie im Nonnenkonvent Amtenhausen aufbewahrt und gelangte später in das Benediktinerkloster St. Georgen. Der Codex weist damit die größte zeitliche und räumliche Nähe zum (damit vor 1383 entstandenen) Original auf, wenn der Text auch viele Änderungen aus dem 16. Jahrhundert enthält. Schreiber der Handschrift war ab Folio 47 ein gewisser „Erassimus Hemeling“. Hinsichtlich der Herstellung des Codex wird man auf den Freiburger Raum verwiesen, wie die 23 erhaltenen Miniaturen der Alten – die Miniatur des ersten Alten fehlt ebenso wie der Anfang der Lebenslehre – und die als Makulatur verwendeten Pergamenturkunden zeigen. Die zwei deutschen Urkunden des 14. Jahrhunderts bzw. aus dem Jahr 1381 behandeln Rottweiler Rechtsgeschäfte.